# Finn Lambek
Finn Lambek (født 3. oktober 1957) er en tidligere dansk fodbolddommer fra Bramming. Han dømte i Superligaen fra 1991 til 1999, hvor det i alt blev til 131 kampe. Han debuterede i Superligaen d. 14. april 1991 i kampen mellem Silkeborg IF og OB, der endte 2-2.
Efter at være stoppet som aktiv fodbolddommer fungerer Lambek nu som udvikler for dommerne i Superligaen. Han er desuden aktiv i DBU Jyllands dommerudvalg.